# Capital Market Authority Tower
Public Investment Fund Tower (známá jako PIF Tower nebo dříve Capital Market Authority Tower) je mrakodrap o výšce 385 m s 76 poschodími, který se nachází na náměstí King Abdullah Financial District v hlavním městě Saúdské arábie, Rijádu a byl dostavěn v roce 2014. Budova byla definitivně dokončena v roce 2021.
Vnější vrstva žeber, portálů a perforovaných panelů poskytuje stín a umocňuje tepelnou účinnost trojitého, unifikovaného zasklení. Tato stínicí zařízení společně minimalizují solární zisky a vnitřní chladicí zátěž, čímž snižují požadavky na vytápění, větrání a klimatizaci. Elektrická energie je získávána zpět prostřednictvím fotovoltaického systému instalovaném na střeše věže. Byla navržena saúdskoarabskou firmou HOK and Omrania & Associates.